# Nekrolog 2. Quartal 1935
Nekrolog
◄◄
| ◄
| 1931
| 1932
| 1933
| 1934
| 1935 | 1936 | 1937 | 1938 | 1939 | ► | ►►
1. Quartal |
2. Quartal |
3. Quartal |
4. Quartal 1935
Weitere Ereignisse | Allgemeiner Nekrolog 1935
Die Beschreibung der verstorbenen Person sollte so kurz wie möglich gehalten sein und nur deren signifikante Tätigkeit(en) enthalten.
Neue Namen ggf. auch unter dem Geburts- und Sterbedatum, also etwa unter 1. Januar und im Geburts- und Sterbejahr (2024) eintragen (nur bei entsprechender großer Wichtigkeit). Für Beispiele siehe die schon vorhandenen Artikel.
Außerdem über die fünf zuletzt Verstorbenen, zu denen es einen ausreichend guten Artikel für eine Präsentation auf der Hauptseite gibt, nach der todesbedingten Überarbeitung der Artikel ggf. auch unter Wikipedia Diskussion:Hauptseite informieren und sie am besten auch in den anderen Wikipedia-Sprachversionen eintragen. Tipp: Regelmäßig bei news.google.de nach „ist tot“, „gestorben“ oder „verstorben“ suchen.
Wenn eine Person gestorben ist, gibt es viele Seiten zu dieser Person in der Wikipedia, die davon auch betroffen sind und entsprechend aktualisiert werden müssen. Beispiele: Namenübersichtsseite, Geburtsjahr, Geburtsort-Seiten und viele mehr.
Wie finde ich die betroffenen Seiten?
Im Suchfeld auf der linken Seite gibt man den Suchbegriff so ein: „Vorname Nachname“. Dann klickt man auf Volltext und alle Seiten mit entsprechendem Suchtext werden aufgerufen. Hier sieht man dann schnell, wo auch das Todesjahr Sinn macht oder sogar ein Teil des Artikels angepasst werden muss. Auch hilft das „Werkzeug“ auf der linken Seite sehr gut, um solche Seiten aufzufinden: „Links auf diese Seite“. Somit ist die Wikipedia wieder aktuell in allen Bereichen! Hinweis: bei Eintragung der Kategorie „Gestorben JAHR“ wird der Missbrauchsfilter 49 ausgelöst, was jedoch nicht schlimm ist. Siehe: Spezial:Missbrauchsfilter/49
Dies ist eine Liste von im zweiten Quartal 1935 verstorbenen bekannten Persönlichkeiten. Die Einträge erfolgen innerhalb der einzelnen Daten alphabetisch sortiert. Tiere sind im Nekrolog für Tiere zu finden.

## April
| Tag       | Name                                     | Beruf, bekannt als | Alter | Beleg |
| --------- | ---------------------------------------- | --- | ----- | ----- |
| 1. April  | Dora Fabian                              | deutsche Sozialistin und Journalistin                                                                                                   | 33    |       |
| 1. April  | Pierre Renaudel                          | französischer Journalist und sozialistischer Politiker                                                                                  | 63    |       |
| 1. April  | Max Schmidt                              | österreichisch-ungarischer Möbelfabrikant                                                                                               | 73    |       |
| 1. April  | Carl Velten                              | deutscher Linguist und Spezialist für ostafrikanische Sprachen                                                                          | 72    |       |
| 1. April  | Mathilde Wurm                            | deutsche Politikerin (SPD, USPD), MdR                                                                                                   | 60    |       |
| 2. April  | Rémy Cogghe                              | belgischer Maler | 80    |       |
| 2. April  | Bennie Moten                             | US-amerikanischer Jazzpianist und Bandleader                                                                                            | 40    |       |
| 2. April  | Edwin F. Sweet                           | US-amerikanischer Politiker | 87    |       |
| 3. April  | Johanna Huber                            | deutsche Lehrerin, Kindergärtnerin, Fach- und Kinderliteraturschriftstellerin                                                           | 65    |       |
| 3. April  | Ernst-Aleksander Joll                    | estnischer Fußballspieler | 32    |       |
| 3. April  | Augustus Lukeman                         | US-amerikanischer Bildhauer | 64    |       |
| 3. April  | Henri Maurel                             | französischer Politiker | 67    |       |
| 3. April  | Hermann Zimmermann                       | deutscher Bauingenieur | 89    |       |
| 4. April  | Ernst Brandes                            | deutscher Jurist und Landwirt; Agrarpolitiker in der Weimarer Republik                                                                  | 73    |       |
| 4. April  | George H. Everett Jeffery                | Historiker | 80    |       |
| 4. April  | Roderich von Schoeler                    | deutscher General der Infanterie der Reichswehr                                                                                         | 72    |       |
| 5. April  | Achille Locatelli                        | italienischer Kardinal der römisch-katholischen Kirche                                                                                  | 79    |       |
| 5. April  | Emil Młynarski                           | polnischer Dirigent, Geiger, Musikpädagoge und Komponist                                                                                | 64    |       |
| 5. April  | Karl Turban                              | deutscher Lungenfacharzt | 78    |       |
| 5. April  | Franz von Vecsey                         | ungarischer Geiger und Komponist | 42    |       |
| 6. April  | Alexander Matthias Beschorner            | österreichischer Sargfabrikant | 78    |       |
| 6. April  | Edwin Arlington Robinson                 | US-amerikanischer Dichter | 65    |       |
| 6. April  | Edward Curtis Smith                      | US-amerikanischer Politiker | 81    |       |
| 7. April  | Anton Dahlem                             | deutscher Jurist und Politiker (Zentrum), MdR                                                                                           | 75    |       |
| 7. April  | Raquel Liberman                          | Prostituierte in Argentinien | 34    |       |
| 7. April  | Max Pohl                                 | österreichischer Schauspieler | 79    |       |
| 7. April  | Friedrich Gottlieb Stebler               | Schweizer Futterbauwissenschaftler und Ethnograph                                                                                       | 82    |       |
| 8. April  | Edwin Cannan                             | britischer Wirtschaftswissenschaftler und Wirtschaftshistoriker                                                                         | 74    |       |
| 8. April  | Ernst Hoffmann                           | deutscher Verwaltungsjurist und Politiker (DVP), MdPl                                                                                   | 53    |       |
| 8. April  | Adolph Ochs                              | US-amerikanischer Reporter, Eigentümer der New York Times                                                                               | 77    |       |
| 8. April  | Alfred Rahlfs                            | deutscher evangelischer Theologe | 69    |       |
| 8. April  | Patrick Joseph Sullivan                  | US-amerikanischer Politiker | 70    |       |
| 8. April  | Kurt von Tempelhoff                      | deutscher Rittergutsbesitzer und Parlamentarier                                                                                         | 72    |       |
| 8. April  | Georg Friedrich Wieber                   | deutscher Kleinbauer, Politiker und Thüringer Landtagsabgeordneter der SPD                                                              | 66    |       |
| 9. April  | Frank C. Archibald                       | US-amerikanischer Jurist und Politiker                                                                                                  | 77    |       |
| 9. April  | Ludwig Deutsch                           | Genremaler des Orientalismus | 79    |       |
| 9. April  | Walter Wreszinski                        | deutscher Ägyptologe | 55    |       |
| 10. April | Karl von der Decken                      | deutscher Generalleutnant | 79    |       |
| 10. April | Sally Epstein                            | deutscher Malergehilfe, Opfer der NS-Justiz                                                                                             | 28    |       |
| 10. April | Alfred Goldscheider                      | deutscher internistischer Neurologe | 76    |       |
| 10. April | Eugen Haefele                            | deutscher Verwaltungsjurist | 60    |       |
| 10. April | Bernhard Mey                             | deutscher Unternehmer und Kommerzienrat                                                                                                 | 68    |       |
| 10. April | Rosa Campbell Praed                      | australische Schriftstellerin mit englischen Wurzeln                                                                                    | 84    |       |
| 10. April | Hans Schimpf                             | deutscher Offizier und Nachrichtendienstler                                                                                             |       |       |
| 10. April | Charles-Émile Trudeau                    | kanadischer Politiker und Unternehmer                                                                                                   | 47    |       |
| 11. April | Anna Katharine Rohlfs                    | US-amerikanische Schriftstellerin | 88    |       |
| 12. April | Sando Dicker                             | rumänischer Komponist und Unterhaltungsmusiker                                                                                          | 41    |       |
| 12. April | Carl Magnus Fürst                        | schwedischer Mediziner und Hochschullehrer                                                                                              | 80    |       |
| 13. April | Julius Haevecker                         | deutscher Apotheker und Heimatforscher                                                                                                  | 68    |       |
| 13. April | Immanuel Kölle                           | deutscher Wasserbauingenieur und Strombaudirektor                                                                                       | 59    |       |
| 13. April | Johann Scheidgen                         | deutscher Architekt | 70    |       |
| 13. April | François Simiand                         | französischer Historiker und Soziologe                                                                                                  | 61    |       |
| 14. April | Oswald Friedrich                         | deutscher Politiker (DNVP) und Mitglied des Sächsischen Landtages                                                                       | 71    |       |
| 14. April | Cölestin Maier                           | deutscher Benediktinermönch und Abt von Schweiklberg                                                                                    | 63    |       |
| 14. April | Emmy Noether                             | deutsche Mathematikerin | 53    |       |
| 14. April | Louis Poppe                              | französischer Turner | 50    |       |
| 15. April | Anna Ancher                              | dänische Malerin des Impressionismus | 75    |       |
| 15. April | Charles Frederick Cross                  | britischer Chemiker | 79    |       |
| 15. April | Joseph Farquharson                       | schottischer Maler | 88    |       |
| 15. April | Fritz Husemann                           | deutscher Gewerkschafter und Politiker (SPD)                                                                                            | 61    |       |
| 15. April | Sándor Popovics                          | ungarischer Finanzfachmann, Politiker und Finanzminister                                                                                | 72    |       |
| 15. April | Robert Saudek                            | Graphologe und Schriftsteller | 54    |       |
| 15. April | Otto Teich                               | deutscher Komponist und Musikverleger                                                                                                   | 68    |       |
| 15. April | Alfred Watkins                           | britischer Hobby-Archäologe | 80    |       |
| 16. April | Wiktor Wladimirowitsch Ewald             | russischer Komponist, Cellist, Ingenieur und Hochschullehrer                                                                            | 74    |       |
| 16. April | Philipp de Haas                          | deutscher Rabbiner, oldenburgischer Landesrabbiner (1929–1935)                                                                          | 51    |       |
| 16. April | Panait Istrati                           | französischsprachiger Schriftsteller rumänischer Herkunft                                                                               | 50    |       |
| 16. April | Dorothy Kate Richmond                    | neuseeländische Malerin | 73    |       |
| 16. April | Theodor Schneller                        | Theologe und Missionar | 78    |       |
| 16. April | Giacinto Tonizza                         | italienischer Ordensgeistlicher und römisch-katholischer Apostolischer Vikar von Tripolitana                                            | 68    |       |
| 17. April | Paul Grünert                             | preußischer Generalleutnant | 74    |       |
| 17. April | Friedrich Hauff                          | deutscher Chemiker und Industrieller | 71    |       |
| 17. April | Hans von Tschirschky und Bögendorff      | preußischer Generalmajor | 70    |       |
| 17. April | Horst von Windheim                       | deutscher Lokalpolitiker | 48    |       |
| 18. April | Richard Lang                             | deutscher Geologe | 52    |       |
| 19. April | Josef Rieth                              | deutscher Beamter und Politiker | 46    |       |
| 19. April | Albert Tafel                             | deutscher Forschungsreisender, Arzt und Geograph                                                                                        | 58    |       |
| 20. April | Friedrich Braun                          | Landtagsabgeordneter Großherzogtum Hessen                                                                                               | 85    |       |
| 20. April | Lucy Christiana Duff Gordon              | britische Modeschöpferin und Designerin                                                                                                 | 71    |       |
| 20. April | Johann Krist                             | österreichischer Politiker | 65    |       |
| 20. April | Wilhelm Lattmann                         | deutscher Politiker (DSP, DSWV, DNVP), MdR                                                                                              | 70    |       |
| 20. April | Anna Maria Tobler                        | Schweizer Malerin | 53    |       |
| 20. April | William Wirtz                            | niederländisch-amerikanischer Maler und Gebrauchsgrafiker                                                                               | 46    |       |
| 21. April | Thaddeus McClain                         | US-amerikanischer Leichtathlet | 58    |       |
| 21. April | Claus Engelbrecht                        | deutscher Bootsbauer | 74    |       |
| 21. April | Robert Mehr                              | österreichischer Politiker (SDAP), Landtagsabgeordneter, Linzer Bürgermeister                                                           | 49    |       |
| 21. April | Frederick Thomson, 1. Baronet            | schottischer Politiker (Unionist Party), Mitglied des House of Commons                                                                  | 59    |       |
| 22. April | Henri Sévérin Béland                     | kanadischer Politiker | 75    |       |
| 22. April | Carl Bergsten                            | schwedischer Architekt | 55    |       |
| 22. April | Richard Butler                           | britischer Generalleutnant | 64    |       |
| 22. April | Jeremiah Donovan                         | US-amerikanischer Politiker | 77    |       |
| 22. April | Joseph Eßlen                             | deutscher Nationalökonom | 55    |       |
| 22. April | Manon Gropius                            | österreichische Tochter von Alma Mahler und Walter Gropius                                                                              | 18    |       |
| 22. April | Eldor Pohl                               | deutscher Politiker (DDP); Oberbürgermeister und Ehrenbürger von Tilsit, Verwaltungschef in Wilna                                       | 78    |       |
| 22. April | Magdalene von Prince                     | Kolonialistin in Deutsch-Ostafrika |       |       |
| 22. April | Friedrich von Rauch                      | preußischer General der Kavallerie | 80    |       |
| 22. April | Walter Rothbarth                         | deutscher Schriftsteller | 48    |       |
| 22. April | Frederick Nicholas Zihlman               | US-amerikanischer Politiker | 55    |       |
| 23. April | Wanda von Debschitz-Kunowski             | deutsche Porträt-Fotografin | 65    |       |
| 23. April | Dudley Marjoribanks, 3. Baron Tweedmouth | britischer Peer | 61    |       |
| 23. April | Lorenzo Schioppa                         | italienischer Geistlicher, römisch-katholischer Erzbischof und vatikanischer Diplomat                                                   | 63    |       |
| 24. April | Heinrich Berthold                        | deutscher Politiker (SPD) und ehemaliger Abgeordneter der 2. Kammer der Landstände des Großherzogtums Hessen und Reichstagsabgeordneter | 78    |       |
| 24. April | Otto Gerstenberg                         | deutscher Unternehmer und Kunstsammler                                                                                                  | 86    |       |
| 24. April | Louis Joubin                             | französischer Zoologe für marine Mollusken                                                                                              | 74    |       |
| 24. April | Paul Klengel                             | deutscher Komponist | 80    |       |
| 24. April | Julius Kopsch                            | deutscher Politiker (FrVP, FVP, DDP), MdR                                                                                               | 80    |       |
| 24. April | Benjamin Wegner Nørregaard               | norwegischer Offizier, Abenteurer, Eisenbahningenieur, Autor, Journalist und Kriegsberichterstatter                                     | 73    |       |
| 24. April | Ernst Westhoven                          | deutscher Mediziner |       |       |
| 25. April | Alfred Grünberger                        | österreichischer Diplomat und Politiker                                                                                                 | 59    |       |
| 25. April | Franz Kneer                              | deutscher Pilot | 39    |       |
| 25. April | Mao Zetan                                | chinesischer Revolutionär, Bruder von Mao, Zedong                                                                                       | 29    |       |
| 27. April | Herbert Brereton Baker                   | englischer Chemiker | 72    |       |
| 27. April | James B. Reed                            | US-amerikanischer Politiker | 54    |       |
| 27. April | Arthur Mittasch                          | deutscher Bankier und Kommerzienrat | 79    |       |
| 27. April | Rudolf Schwartz                          | deutscher Musikwissenschaftler und Bibliothekar                                                                                         | 76    |       |
| 28. April | Alfred I. du Pont                        | US-amerikanischer Industrieller, Investor und Philanthrop                                                                               | 70    |       |
| 28. April | Alexander Mackenzie                      | schottischer Komponist | 87    |       |
| 29. April | Leroy Carr                               | US-amerikanischer Blues-Pianist und Sänger                                                                                              | 30    |       |
| 29. April | Melville Clyde Kelly                     | US-amerikanischer Politiker | 51    |       |
| 29. April | Wladimir Mollow                          | bulgarischer Politiker | 61    |       |
|           | Heinrich Ruths                           | deutscher Diplomlandwirt | 65    |       |

## Mai
| Tag     | Name                                       | Beruf, bekannt als                                                                                   | Alter | Beleg |
| ------- | ------------------------------------------ | --- | ----- | ----- |
| 1. Mai  | Alexander Eibner                           | deutscher Chemiker und Malereitechnologe                                                             | 72    |       |
| 1. Mai  | Henri Pélissier                            | französischer Radrennfahrer, Gewinner der Tour de France 1923                                        | 46    |       |
| 1. Mai  | Eduardo Schiaffino                         | argentinischer Maler                                                                                 | 77    |       |
| 2. Mai  | Rudolf Ander                               | österreichischer Theater- und Filmschauspieler                                                       | 73    |       |
| 2. Mai  | Alexander Bilabel                          | deutscher Richter in Bayern                                                                          | 78    |       |
| 2. Mai  | Heinrich Schmidt                           | deutscher Archivar und Philosoph                                                                     | 60    |       |
| 2. Mai  | Philipp Siesmayer                          | deutscher Gärtner                                                                                    | 72    |       |
| 3. Mai  | James Yancy Callahan                       | US-amerikanischer Politiker                                                                          | 82    |       |
| 3. Mai  | Felix Connemann                            | deutscher Fregattenkapitän der Kaiserlichen Marine und Geschäftsmann                                 | 59    |       |
| 3. Mai  | Cecil Irwin                                | US-amerikanischer Jazzmusiker (Tenorsaxophon, Klarinette, Arrangement)                               | 32    |       |
| 3. Mai  | Jessie Willcox Smith                       | US-amerikanische Illustratorin                                                                       | 71    |       |
| 4. Mai  | August Asmuth                              | deutscher Politiker (Zentrum), MdR                                                                   | 50    |       |
| 4. Mai  | Tony Grubhofer                             | österreichischer Maler, Grafiker und Pädagoge                                                        | 81    |       |
| 4. Mai  | August Heitmüller                          | deutscher Maler und Graphiker, Mitbegründer der Hannoverschen Sezession                              | 61    |       |
| 4. Mai  | Johannes Hirsch                            | deutscher Politiker (DVP), MdHB                                                                      | 73    |       |
| 4. Mai  | August Jordan                              | deutscher Politiker (SPD)                                                                            | 62    |       |
| 5. Mai  | Robert Battagliola                         | französischer Automobilrennfahrer                                                                    | 39    |       |
| 5. Mai  | Mathias Jakobs                             | deutscher Politiker                                                                                  | 49    |       |
| 5. Mai  | Ella Mensch                                | deutsche Schriftstellerin und Pädagogin                                                              | 76    |       |
| 6. Mai  | Bronson M. Cutting                         | US-amerikanischer Politiker                                                                          | 46    |       |
| 6. Mai  | Walther Kabel                              | deutscher Schriftsteller                                                                             | 56    |       |
| 6. Mai  | Albert Maurer                              | Schweizer Architekt                                                                                  | 45    |       |
| 6. Mai  | James Walker                               | englischer Chemiker                                                                                  | 72    |       |
| 7. Mai  | Charles Bonnefon                           | französischer Journalist, Philosoph, Historiker und Literaturwissenschaftler                         | 63    |       |
| 7. Mai  | Sid Farrar                                 | US-amerikanischer Baseballspieler                                                                    | 75    |       |
| 7. Mai  | Charles Gordon-Lennox, 8. Duke of Richmond | britischer Adliger und Politiker                                                                     | 64    |       |
| 7. Mai  | Friedrich Pesendorfer                      | österreichischer Schriftsteller                                                                      | 68    |       |
| 8. Mai  | Emil Ertl                                  | österreichischer Dichter und Schriftsteller                                                          | 75    |       |
| 8. Mai  | Julius Mayr                                | deutscher Arzt, Alpenvereinsfunktionär und Schriftsteller                                            | 80    |       |
| 9. Mai  | Ernst Bresslau                             | deutscher Zoologe                                                                                    | 57    |       |
| 9. Mai  | Philippe Dautzenberg                       | belgischer Malakologe                                                                                | 85    |       |
| 9. Mai  | Thomas W. Harrison                         | US-amerikanischer Politiker                                                                          | 78    |       |
| 9. Mai  | Ernst von Heydebreck                       | deutscher General der Kavallerie                                                                     | 77    |       |
| 9. Mai  | Joseph Höser                               | deutscher Lehrer, Heimatforscher und Chronist                                                        | 44    |       |
| 10. Mai | Arnold Hensler                             | deutscher Bildhauer                                                                                  | 43    |       |
| 10. Mai | Wilhelm Kolle                              | deutscher Hygieniker und Bakteriologe                                                                | 66    |       |
| 10. Mai | William W. McCredie                        | US-amerikanischer Politiker                                                                          | 73    |       |
| 10. Mai | Paul von Mendelssohn-Bartholdy             | deutscher Bankier                                                                                    | 59    |       |
| 10. Mai | Herbert Witherspoon                        | US-amerikanischer Sänger, Gesangspädagoge und Theatermanager                                         | 61    |       |
| 11. Mai | Oskar Rusch                                | deutscher sozialistischer Politiker und Gewerkschafter, MdL                                          | 50    |       |
| 11. Mai | Carl Schmeidler                            | deutscher Musikdozent und Komponist in Berlin und Breslau                                            | 75    |       |
| 11. Mai | Friedrich Vogt                             | deutscher Gutsbesitzer, Schultheiß und Politiker, MdR                                                | 83    |       |
| 12. Mai | Max Fleischmann                            | deutscher Jurist, Bürgermeister von Greifswald                                                       | 58    |       |
| 12. Mai | Hanns Gleitsmann                           | deutscher Sanitätsoffizier der Kaiserlichen Marine und der Reichsmarine                              | 57    |       |
| 12. Mai | Franz Moser-Schär                          | Schweizer Landwirt und Politiker                                                                     | 62    |       |
| 12. Mai | Józef Piłsudski                            | polnischer Marschall und Staatsmann                                                                  | 67    |       |
| 12. Mai | Franz Steiner                              | österreichischer Wirtschaftsbesitzer und Politiker                                                   | 50    |       |
| 13. Mai | Ernst Becker                               | deutscher Kommunalbeamter und langjähriger Bürgermeister und Oberbürgermeister der Stadt Lünen       | 66    |       |
| 13. Mai | John S. Cohen                              | US-amerikanischer Politiker (Demokratische Partei)                                                   | 65    |       |
| 13. Mai | Hermann Collitz                            | US-amerikanischer Sprachwissenschaftler deutscher Herkunft                                           | 80    |       |
| 13. Mai | Walter von Haxthausen                      | preußischer Generalmajor                                                                             | 71    |       |
| 13. Mai | Eduard Jüngerich                           | deutscher Architekt, Stadtplaner und Baubeamter                                                      | 62    |       |
| 14. Mai | Magnus Hirschfeld                          | deutscher Nervenarzt, Sexualforscher, Vordenker der Homosexuellen-Bewegung und Autor                 | 67    |       |
| 14. Mai | Friedrich Ernst von Langen                 | deutscher Verwaltungsjurist und Rittergutsbesitzer in Vorpommern, MdR                                | 75    |       |
| 14. Mai | Victor Morax                               | Schweizer Augenarzt                                                                                  | 69    |       |
| 14. Mai | Arthur Scholtz                             | Bürgermeister und amtierender Oberbürgermeister von Berlin                                           | 64    |       |
| 14. Mai | William Edward Soothill                    | englischer Missionar und Sinologe                                                                    | 74    |       |
| 15. Mai | Ferdinand Grautoff                         | deutscher Journalist und Autor                                                                       | 63    |       |
| 15. Mai | Kasimir Sewerinowitsch Malewitsch          | russischer Maler der kubofuturistischen Malerei und Begründer des Suprematismus                      | 56    |       |
| 15. Mai | Joseph Schroeder                           | deutscher römisch-katholischer Geistlicher, Generalsekretär des Deutschen Vereins vom Heiligen Lande |       |       |
| 16. Mai | Hector Munro Macdonald                     | schottischer Mathematiker                                                                            | 70    |       |
| 16. Mai | Hubert Nold                                | deutscher evangelischer Pfarrer und Superintendent                                                   | 73    |       |
| 17. Mai | Willem Dirk Hendrik Baron van Asbeck       | niederländischer Seeoffizier, Gouverneur und Diplomat                                                | 76    |       |
| 17. Mai | Paul Dukas                                 | französischer Komponist                                                                              | 69    |       |
| 17. Mai | Antonia Mesina                             | italienische römisch-katholische Jungfrau, Märtyrerin und Selige                                     | 15    |       |
| 17. Mai | Albert Plehn                               | deutscher Tropenmediziner                                                                            | 74    |       |
| 17. Mai | Günther von der Schulenburg-Hehlen         | sächsischer Generalleutnant                                                                          | 76    |       |
| 17. Mai | Antoine Thomas                             | französischer Romanist                                                                               | 77    |       |
| 17. Mai | George E. White                            | US-amerikanischer Politiker                                                                          | 87    |       |
| 18. Mai | Nikolai Pawlowitsch Blagin                 | sowjetischer Testpilot                                                                               | 35    |       |
| 18. Mai | Leopold Loibl                              | österreichischer Politiker und Widerstandskämpfer                                                    | 40    |       |
| 19. Mai | T. E. Lawrence                             | britischer Offizier, Archäologe, Geheimagent und Schriftsteller                                      | 46    |       |
| 19. Mai | Charles Martin Loeffler                    | deutschstämmiger US-amerikanischer Komponist, Geiger und Bratscher                                   | 74    |       |
| 20. Mai | Else Berna                                 | deutsche Sängerin und Schauspielerin                                                                 | 48    |       |
| 20. Mai | Wilhelm Friedle                            | deutscher Ingenieur                                                                                  | 45    |       |
| 20. Mai | Jakob van Schevichaven                     | niederländischer Schriftsteller, Krimi-Autor                                                         | 68    |       |
| 20. Mai | Fritz Siemens                              | deutscher Psychiater                                                                                 | 86    |       |
| 21. Mai | Jane Addams                                | US-amerikanische Journalistin, Pazifistin und Sozialwissenschaftlerin                                | 74    |       |
| 21. Mai | Georg Nirrnheim                            | preußischer Verwaltungsbeamter                                                                       | 58    |       |
| 21. Mai | Hugo de Vries                              | niederländischer Biologe                                                                             | 87    |       |
| 22. Mai | Bede Beckmeyer                             | sri-lankischer Ordensgeistlicher und römisch-katholischer Bischof von Kandy                          | 61    |       |
| 22. Mai | Max Cremer                                 | deutscher Physiologe                                                                                 | 70    |       |
| 22. Mai | Heinrich Dietzel                           | deutscher Sozioökonom und Hochschullehrer                                                            | 78    |       |
| 22. Mai | Eugenio Camillo Garroni                    | italienischer Diplomat                                                                               | 83    |       |
| 22. Mai | Max Matern                                 | deutscher Kommunist                                                                                  | 33    |       |
| 22. Mai | Friedrich Schwiening                       | deutscher Landschaftsrat und Landschaftssyndikus; Bürgermeister der Stadt Aurich                     | 84    |       |
| 23. Mai | Elmer Jacob Burkett                        | US-amerikanischer Politiker                                                                          | 67    |       |
| 23. Mai | Matthew Kadalikattil                       | indischer, katholischer Priester, Ordensstifter, zum Ehrwürdigen Diener Gottes erklärt               | 63    |       |
| 23. Mai | Frank Crawford Sites                       | US-amerikanischer Politiker                                                                          | 70    |       |
| 24. Mai | Henry Bender                               | deutscher Schauspieler                                                                               | 67    |       |
| 24. Mai | Granville Redmond                          | US-amerikanischer Maler und Schauspieler                                                             | 64    |       |
| 25. Mai | Robert Priebsch                            | deutscher Germanist                                                                                  | 68    |       |
| 25. Mai | Juan Bautista Vicini Burgos                | Präsident der Dominikanischen Republik und Schriftsteller                                            | 63    |       |
| 26. Mai | Max Haller                                 | deutscher Ingenieur und Manager                                                                      | 68    |       |
| 27. Mai | Hermann Boettcher                          | deutscher Theater- und Filmschauspieler                                                              | 68    |       |
| 27. Mai | Carl von der Heide                         | deutscher Chemiker und Mathematiker                                                                  | 62    |       |
| 27. Mai | Helene Klostermann                         | deutsche Pädagogin                                                                                   | 76    |       |
| 27. Mai | Christina Noll                             | deutsche Politikerin (SPD), Landtagsabgeordnete Volksstaat Hessen                                    | 55    |       |
| 27. Mai | Udo Weith                                  | österreichischer Maler, Graphiker und Restaurator                                                    | 38    |       |
| 29. Mai | René Dély                                  | französischer Autorennfahrer                                                                         | 46    |       |
| 29. Mai | Otto Hierl-Deronco                         | deutscher Maler                                                                                      | 75    |       |
| 29. Mai | Käthe Larsch                               | deutsche Kommunistin und Widerstandskämpferin                                                        | 33    |       |
| 29. Mai | Friedrich Miess                            | Porträt- und Landschaftsmaler der Siebenbürger Sachsen                                               | 80    |       |
| 29. Mai | Markus Stein                               | österreichischer Lehrer, Schulbuchautor und Verleger                                                 | 89    |       |
| 29. Mai | Josef Suk                                  | tschechischer Komponist und Violinist                                                                | 61    |       |
| 30. Mai | Daniel Nicol Dunlop                        | schottischer Theosoph, Anthroposoph und Gründer von Wirtschaftsverbänden                             | 66    |       |
| 30. Mai | Leberecht Migge                            | deutscher Gartenarchitekt und Gartenautor                                                            | 54    |       |
| 30. Mai | Edward R. O’Malley                         | US-amerikanischer Jurist und Politiker                                                               | 72    |       |
| 30. Mai | Rollin R. Rees                             | US-amerikanischer Politiker                                                                          | 70    |       |
| 30. Mai | Georg Wagner                               | deutscher Arzt, Landrat und Politiker (SPD/USPD/KPD)                                                 | 68    |       |
| 30. Mai | Lothar Windsperger                         | deutscher Komponist, Lektor und Herausgeber                                                          | 49    |       |
| 31. Mai | Bernhard Britz                             | schwedischer Radrennfahrer                                                                           | 29    |       |
| 31. Mai | Erich Fickler                              | deutscher Manager im Bergbau                                                                         | 60    |       |
| 31. Mai | Martin Fürchtegott Grübler                 | deutscher Maschinenbauingenieur                                                                      | 83    |       |
| 31. Mai | Hanns Heiß                                 | deutscher Romanist und Literaturwissenschaftler                                                      | 58    |       |
| 31. Mai | Gustav Kroupa                              | österreichischer Montanist                                                                           | 77    |       |

## Juni
| Tag      | Name                                  | Beruf, bekannt als                                                                                | Alter | Beleg |
| -------- | ------------------------------------- | ------------------------------------------------------------------------------------------------- | ----- | ----- |
| 1. Juni  | Hermann Bendix                        | deutscher Pädagoge, Kantor und Komponist                                                          | 76    |       |
| 1. Juni  | Carl Hettlage                         | Bürgermeister und Gründer einer Wohnungsbaugenossenschaft                                         | 61    |       |
| 1. Juni  | Georg Marion                          | deutscher Opernsänger (Tenor), Opernregisseur und Gesangspädagoge                                 | 69    |       |
| 1. Juni  | Robert Schiff                         | österreichischer Maler                                                                            | 66    |       |
| 2. Juni  | Hüseyin Vasıf Çınar                   | kurdischstämmiger türkischer Lehrer, Journalist, Politiker und Diplomat                           |       |       |
| 2. Juni  | Fedor Haack                           | Polizeipräsident in Kassel                                                                        | 63    |       |
| 2. Juni  | Awgusta Mézières                      | russische bzw. sowjetische Bibliografin                                                           | 72    |       |
| 2. Juni  | Alois Mühlan                          | deutscher Übersetzer und Autor sowie Gymnasiallehrer                                              | 78    |       |
| 2. Juni  | Leon Pluciński                        | polnischer Politiker, Diplomat und Generalkommissar in der Freien Stadt Danzig (1921–1924)        | 60    |       |
| 2. Juni  | Friedrich Schürer von Waldheim        | österreichischer Arzt und Alternativmediziner                                                     | 68    |       |
| 2. Juni  | Andrij Tschaikowskyj                  | ukrainischer Schriftsteller, Jurist und Politiker                                                 | 78    |       |
| 2. Juni  | Peter von Weymarn                     | russischer Chemiker                                                                               | 55    |       |
| 3. Juni  | Elsa von Blumen                       | US-amerikanische Radsportlerin                                                                    | 75    |       |
| 3. Juni  | James Bunten                          | britischer Segler                                                                                 | 60    |       |
| 3. Juni  | Jewgeni Jewgenjewitsch Obermiller     | russischer Orientalist, Tibetologe, Sanskritist und Buddhologe                                    | 33    |       |
| 3. Juni  | Clemens Schultze-Biesantz             | deutscher Verleger und Komponist                                                                  | 59    |       |
| 4. Juni  | Raban Adelmann von Adelmannsfelden    | deutscher Ministerialbeamter und Diplomat                                                         | 57    |       |
| 4. Juni  | Anna Baier                            | österreichische Opernsängerin (Sopran)                                                            | 77    |       |
| 5. Juni  | John Elsas                            | deutscher Künstler                                                                                | 83    |       |
| 5. Juni  | Alexander von Linsingen               | preußischer Generaloberst im Ersten Weltkrieg                                                     | 85    |       |
| 5. Juni  | Julius Meier-Graefe                   | deutscher Kunsthistoriker und Schriftsteller                                                      | 67    |       |
| 5. Juni  | Franz Prisching                       | österreichischer Geistlicher und Politiker, Landtagsabgeordneter                                  | 68    |       |
| 5. Juni  | James Edward Quibell                  | britischer Ägyptologe                                                                             | 67    |       |
| 5. Juni  | Carl Wenglein                         | deutscher Unternehmer und Begründer des Weltbundes für Natur und Vogelschutz                      | 52    |       |
| 6. Juni  | Jean Allemane                         | französischer Politiker                                                                           | 91    |       |
| 6. Juni  | Hans Bader                            | Schweizer evangelischer Geistlicher                                                               | 60    |       |
| 6. Juni  | Julian Byng, 1. Viscount Byng of Vimy | britischer Feldmarschall und Generalgouverneur von Kanada                                         | 72    |       |
| 6. Juni  | Bruno Hörning                         | sächsischer Bürgermeister                                                                         | 67    |       |
| 6. Juni  | Odert von Poll                        | deutsch-baltischer Adelsmann und baltischer Landrat                                               | 66    |       |
| 6. Juni  | Fiete Schulze                         | deutscher Widerstandskämpfer                                                                      | 40    |       |
| 6. Juni  | Jacques Urlus                         | niederländischer Opernsänger (Heldentenor)                                                        | 68    |       |
| 6. Juni  | Nicola Zingarelli                     | italienischer Lexikograf, Philologe und Romanist                                                  | 74    |       |
| 7. Juni  | Viktor Karl Maximilian von Ditmar     | deutsch-baltischer Jurist und Diplomat                                                            | 69    |       |
| 7. Juni  | James Fraenkel                        | deutscher Mediziner                                                                               | 76    |       |
| 7. Juni  | Iwan Wladimirowitsch Mitschurin       | russischer Botaniker und Pflanzenzüchter                                                          | 79    |       |
| 7. Juni  | Carl Pauen                            | deutscher Moderner Fünfkämpfer                                                                    | 76    |       |
| 7. Juni  | Heinrich Welsch                       | deutscher Pädagoge, Kölner Original                                                               | 87    |       |
| 8. Juni  | Eustachius Grasmann                   | deutscher Forstwissenschaftler                                                                    | 79    |       |
| 8. Juni  | Hans Joachim von Reitzenstein         | deutscher Schriftsteller                                                                          | 53    |       |
| 8. Juni  | Ludwig Schöne                         | österreichischer Architekt                                                                        | 89    |       |
| 9. Juni  | Schemarjahu Levin                     | zionistischer Politiker, Publizist und Schriftsteller                                             |       |       |
| 9. Juni  | Effrosini Paspati                     | griechische Tennisspielerin                                                                       | 55    |       |
| 9. Juni  | Frederic Storm                        | US-amerikanischer Politiker                                                                       | 90    |       |
| 9. Juni  | Ernest Seymour Thomas                 | britischer Ägyptologe und Ethnologe                                                               |       |       |
| 9. Juni  | Richard Young                         | irisch-amerikanischer Jurist und Politiker                                                        | 88    |       |
| 10. Juni | Karl Friedrich Appel                  | deutscher Musiker und Abgeordneter des Provinziallandtages der Provinz Hessen-Nassau              | 67    |       |
| 10. Juni | Eduard Schopf                         | deutscher Kaufmann in Bremen und Gründer der Firma Eduscho                                        | 41    |       |
| 11. Juni | Johannes Geffcken                     | deutscher klassischer Philologe                                                                   | 74    |       |
| 11. Juni | Karl von Gemmingen-Hornberg           | Kreisdirektor in Forbach und Straßburg, Bezirkspräsident in Lothringen                            | 77    |       |
| 11. Juni | Pepi Lederer                          | US-amerikanische Autorin und Schauspielerin                                                       | 25    |       |
| 12. Juni | Oswald Flamm                          | deutscher Schiffbau- und Schiffsmaschinenbauingenieur                                             | 73    |       |
| 13. Juni | Cap R. Carden                         | US-amerikanischer Politiker                                                                       | 68    |       |
| 13. Juni | Franz von Mendelssohn der Jüngere     | deutscher Bankier und Wirtschaftsfunktionär                                                       | 69    |       |
| 13. Juni | Henri Mouton                          | französischer Wissenschaftler                                                                     | 65    |       |
| 14. Juni | Arnold Crüwell                        | deutscher Unternehmer                                                                             | 87    |       |
| 14. Juni | Charles E. Hogg                       | US-amerikanischer Politiker                                                                       | 82    |       |
| 15. Juni | Edwin P. Morrow                       | US-amerikanischer Politiker                                                                       | 57    |       |
| 15. Juni | Julius Riemann                        | preußischer Offizier, zuletzt General der Infanterie im Ersten Weltkrieg                          | 80    |       |
| 15. Juni | Ernst Stecher                         | deutscher Lehrer und Geologe                                                                      | 73    |       |
| 15. Juni | Karl Theodor Wilisch                  | deutscher Politiker, MdL (Königreich Sachsen)                                                     | 87    |       |
| 16. Juni | Edward Salisbury Dana                 | US-amerikanischer Mineraloge                                                                      | 85    |       |
| 16. Juni | Carl Theodor Somborn                  | deutscher Komponist, Musikwissenschaftler und -lehrer                                             | 83    |       |
| 17. Juni | Pierre Idrac                          | französischer Meteorologe                                                                         | 50    |       |
| 17. Juni | Elizabeth McCombs                     | neuseeländische Politikerin und die erste Frau, die in das Parlament von Neuseeland gewählt wurde | 61    |       |
| 18. Juni | Alexander von Brill                   | deutscher Mathematiker                                                                            | 92    |       |
| 18. Juni | René Crevel                           | französischer Schriftsteller                                                                      | 34    |       |
| 18. Juni | Eduard Quintenz                       | württembergischer Oberamtmann                                                                     | 81    |       |
| 18. Juni | August Reuß                           | deutscher Komponist                                                                               | 64    |       |
| 19. Juni | Carl von Ehrenwall                    | deutscher Neurologe, Kommunalpolitiker                                                            | 79    |       |
| 19. Juni | Margaret Montgomery Pirrie            | britische Unternehmerin und Philanthropin                                                         | 78    |       |
| 19. Juni | Harald Sohlberg                       | norwegischer Maler                                                                                | 65    |       |
| 20. Juni | Camille Blondel                       | französischer Diplomat                                                                            |       |       |
| 20. Juni | Heinrich Gottselig                    | deutscher Porträt- und Landschaftsmaler                                                           | 51    |       |
| 20. Juni | Rudolf Schultze                       | deutscher Architekt und Stadtbaumeister von Bonn                                                  | 81    |       |
| 21. Juni | Eduard Fischer                        | österreich-ungarischer Generalmajor und Schriftsteller                                            | 73    |       |
| 21. Juni | Angus Wilton McLean                   | US-amerikanischer Politiker, Gouverneur von North Carolina                                        | 65    |       |
| 21. Juni | Alfred Roller                         | österreichischer Bühnenbildner und Maler                                                          | 70    |       |
| 22. Juni | Szymon Askenazy                       | polnischer Historiker, Politiker und Diplomat                                                     | 68    |       |
| 22. Juni | Andrew Libano                         | US-amerikanischer Segler                                                                          | 32    |       |
| 22. Juni | Adelheid von Rothschild               | Tochter von Wilhelm Carl von Rothschild                                                           | 81    |       |
| 22. Juni | Elliott W. Sproul                     | US-amerikanischer Politiker                                                                       | 78    |       |
| 23. Juni | Fritz Geiges                          | deutscher Künstler und Freiburger Lokalhistoriker                                                 | 81    |       |
| 24. Juni | Othman A. Abbott                      | US-amerikanischer Politiker                                                                       | 92    |       |
| 24. Juni | Guillermo Barbieri                    | argentinischer Tango-Gitarrist, Sänger und Komponist                                              | 40    |       |
| 24. Juni | Wilhelm von Bismarck                  | deutscher Landrat                                                                                 | 67    |       |
| 24. Juni | Carlos Gardel                         | Tango-Sänger und -Komponist                                                                       | 44    |       |
| 24. Juni | Hermann Groeber                       | deutscher Maler                                                                                   | 69    |       |
| 24. Juni | Paul Joseph Nussbaum                  | US-amerikanischer Geistlicher, Bischof von Sault Sainte Marie and Marquette                       | 64    |       |
| 24. Juni | Leopold Schmidt                       | österreichischer Geistlicher                                                                      | 50    |       |
| 24. Juni | Louis Sire                            | französischer Autorennfahrer                                                                      | 59    |       |
| 25. Juni | Oskar Muser                           | deutscher Jurist und Politiker                                                                    | 85    |       |
| 25. Juni | Erich Schultz-Ewerth                  | deutscher Kolonialbeamter und Ethnologe                                                           | 65    |       |
| 26. Juni | Georg Friedrich Bihl                  | deutscher Architekt                                                                               | 87    |       |
| 26. Juni | Josef Duffner                         | deutscher Gutsbesitzer und Politiker, MdR, Landtagspräsident                                      | 66    |       |
| 26. Juni | Louis B. Goodall                      | US-amerikanischer Politiker                                                                       | 83    |       |
| 26. Juni | Karl Kohlstock                        | deutscher Schuldirektor und Heimatforscher                                                        | 71    |       |
| 27. Juni | Aurelio Bacciarini                    | Schweizer Apostolischer Administrator im nachmaligen Bistum Lugano, Titularbischof von Daulia     | 61    |       |
| 27. Juni | Nikodem Caro                          | deutscher Chemiker                                                                                | 64    |       |
| 27. Juni | Albert Kiekebusch                     | deutscher Historiker und Archäologe                                                               | 65    |       |
| 27. Juni | Eugène Augustin Lauste                | französischer Elektromechaniker                                                                   | 78    |       |
| 28. Juni | Elise Hunziker                        | schweizerische Blumen- und Früchtemalerin                                                         | 75    |       |
| 28. Juni | Otto Steiger                          | deutscher Rittergutsbesitzer, Geheimer Ökonomierat und konservativer Politiker                    | 83    |       |
| 29. Juni | Hayashi Fubō                          | japanischer Schriftsteller                                                                        | 35    |       |
| 29. Juni | Alfred Jensen                         | dänisch-deutscher Marinemaler                                                                     | 75    |       |
| 29. Juni | Ernst Linck                           | Schweizer Maler                                                                                   | 60    |       |
| 29. Juni | Epaminondas Nunes de Ávila e Silva    | brasilianischer Geistlicher, Bischof von Taubaté                                                  | 65    |       |
| 29. Juni | Charles Stumar                        | US-amerikanischer Kameramann                                                                      | 44    |       |
| 30. Juni | Gustav Hauser                         | deutscher Pathologe und Bakteriologe                                                              | 78    |       |
| 30. Juni | Abel Iturralde Palacios               | bolivianischer Rechtsanwalt und Politiker                                                         | 66    |       |
|          | Hovsep Aznavor                        | armenischer Architekt und Baumeister                                                              | 81    |       |
|          | Jacobo Sureda                         | spanischer Maler und Dichter                                                                      |       |       |